# رومن زوزولی (ژیمناست)
رومن زوزولی (ژیمناست) (به انگلیسی: Roman Zozulya (gymnast)) ژیمناست زادهٔ ۲۲ ژوئن ۱۹۷۹ میلادی اهل کشور اوکراین است.